# Einar Sahlstein
Einar Werner Sahlstein (Finnország, Kuopio, 1887. május 30. – Finnország, Helsinki, 1936. március 6.) olimpiai bronzérmes finn tornász.
Az 1908. évi nyári olimpiai játékokon indult, és mint tornász versenyzett. Csapat összetettben bronzérmes lett.
Klubcsapata Ylioppilasvoimistelijat volt.